# Roszkowice (województwo lubuskie)
Roszkowice (do 1945 niem. Raumerswalde) – wieś w Polsce położona w województwie lubuskim, w powiecie gorzowskim, w gminie Bogdaniec. Według danych z 2011 r. liczyła 40 mieszkańców. Miejscowość została założona w 1771 r. w ramach kolonizacji fryderycjańskiej – zagospodarowania tzw. łęgów warciańskich. Od 1945 r. leży w granicach Polski.
W latach 1975–1998 miejscowość należała administracyjnie do województwa gorzowskiego.

## Położenie
Zgodnie z podziałem fizycznogeograficznym Polski według Kondrackiego teren, na którym położone są Roszkowice należy do prowincji Niziny Środkowoeuropejskiej, podprowincji Pojezierza Południowobałtyckiego, makroregionu Pradolina Toruńsko-Eberswaldzka oraz w końcowej klasyfikacji do mezoregionu Kotlina Gorzowska.
Miejscowość położona jest 14 km na południowy zachód od Gorzowa Wielkopolskiego.

## Demografia
Ludność w ostatnich 3 stuleciach:

## Historia
- 1771 – urząd kamery w Gorzowie (Landsberg) osadza 32 kolonistów (w 16 bliźniaczych domach) w pobliżu Chwałowic, nadając im po 5 mórg ziemi; nowej kolonii zostaje nadana nazwa Raumerswalde na cześć podpułkownika von Raumera[7]
- 1773 – na północ od pierwszego miejsca osiedla się kolejnych 16 rodzin
- 1801 – miejscowość liczy 186 osób i 48 gospodarstw; jest tu 47 kolonistów i 11 komorników; brak kościoła, kolonia przynależny do parafii w Chwałowicach
- 1841 – wybudowano kościół ryglowy, filialny parafii we Włostowie
- Lata 60. XX w. - kościół zostaje rozebrany

## Nazwa
Raumerswalde 1771, 1944; Roszkowice 1947.
Niemiecka nazwa pochodzi od nazwiska pruskiego podpułkownika Karla Albrechta Friedricha von Raumera.

## Administracja
Miejscowość jest siedzibą sołectwa Roszkowice.

## Edukacja i nauka
Uczniowie uczęszczają do szkoły podstawowej w Jenińcu i do gimnazjum w Bogdańcu.

## Religia
Miejscowość przynależy do parafii rzymskokatolickiej pw. św. Jana Chrzciciela w Bogdańcu. We wsi nie ma kościoła.